# 2e cérémonie des Saturn Awards
La 2e cérémonie des Saturn Awards, récompensant les films, séries télévisées et téléfilms sortis en 1973/1974 et les professionnels s'étant distingués ces années-là, s'est tenue le 7 janvier 1975.

## Palmarès
Les lauréats sont indiqués ci-dessous en premier de chaque catégorie et en gras.

### Meilleur film de science-fiction
- Soleil vert (Soylent Green)
  - La Bataille de la planète des singes (Battle for the Planet of the Apes)
  - Le Jour du dauphin (The Day of the Dolphin)
  - Odyssée sous la mer (The Neptune Factor)
  - Woody et les Robots (Sleeper)
  - Attention au blob ! (Beware! The Blob)
  - Sssnake le cobra (Sssssss)
  - Mondwest (Westworld)

### Meilleur film fantastique
- Le Voyage fantastique de Sinbad (The Golden Voyage of Sinbad)

### Meilleur film d'horreur
- L'Exorciste (The Exorcist)
  - Arnold
  - Ne vous retournez pas (Don't Look Now)
  - House of the Living Dead
  - La Maison des damnés (The Legend of Hell House)
  - Le Métro de la mort (Death Line/Raw Meat)
  - Schlock
  - Scream Blacula Scream
  - Sœurs de sang (Sisters)
  - Les Contes aux limites de la folie (Tales That Witness Madness)
  - Terror in the Wax Museum
  - Théâtre de sang (Theatre of Blood)
  - Le Caveau de la terreur (The Vault of Horror)

### Meilleur scénario
- William Peter Blatty - L'Exorciste

### Meilleure musique
- Bernard Herrmann - pour sa carrière

### Meilleurs effets spéciaux
- Marcel Vercoutere - L'Exorciste

### Meilleur maquillage
- Dick Smith - L'Exorciste

### Meilleur film d'animation image par image
- Ray Harryhausen - Le Voyage fantastique de Sinbad

### Performance spéciale à la télévision
- Curtis Harrington - Killer Bees (en)

### Special Award
- George Pal
- Charlton Heston
- Gloria Swanson
- Fay Wray
- Don Fanzo
- C. Dean Andersson (en)